# Matthias Kramer
Matthias Kramer (Colonia, 12 novembre 1640 – Norimberga, 1729) è stato un linguista, lessicografo e grammatico tedesco.

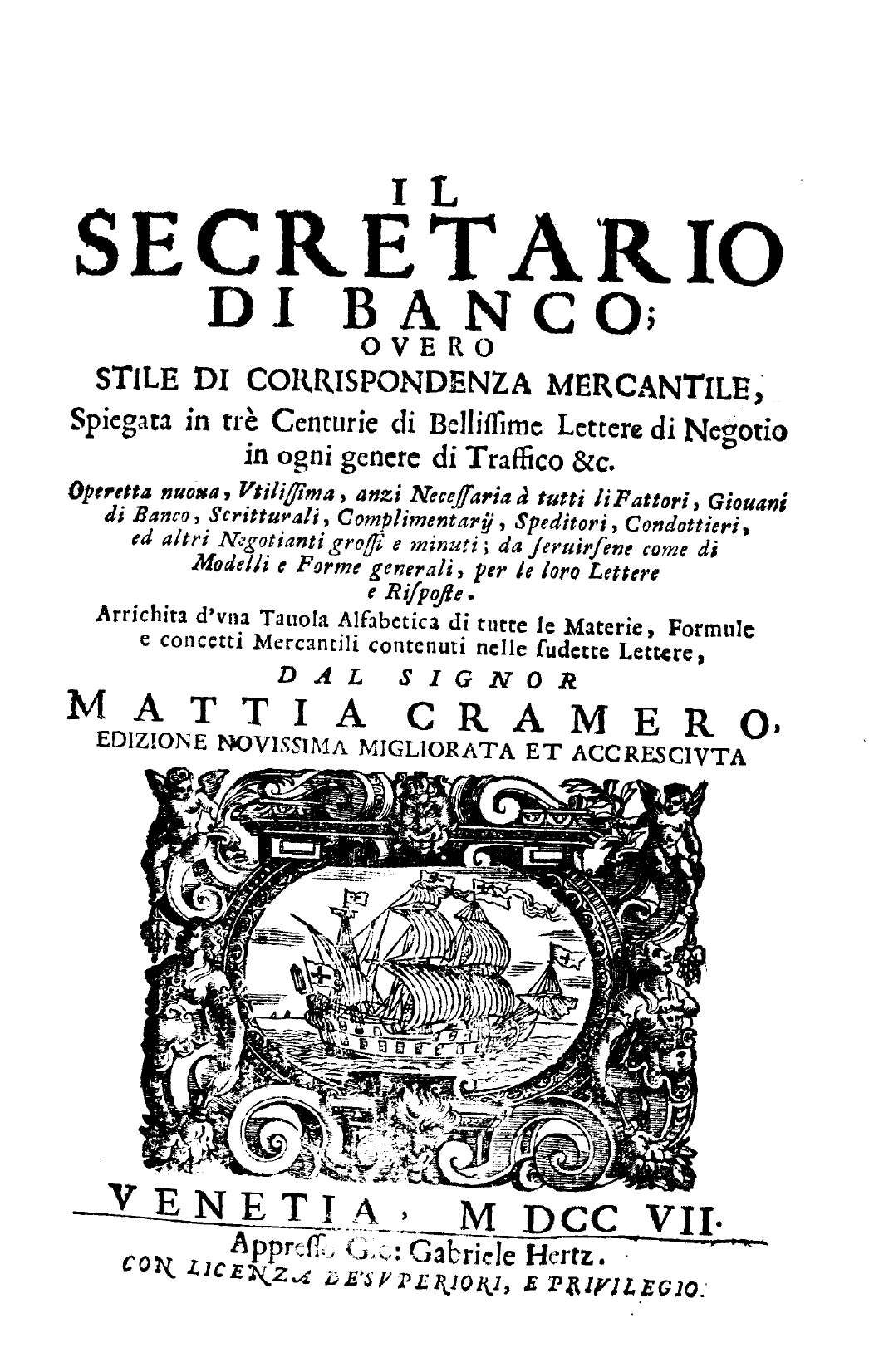
Secretario di Banco, ovvero stile di corrispondenza mercantile, 1707

Studiò e insegnò latino, italiano, spagnolo, tedesco e olandese.

## Biografia
Studiò dai gesuiti al Dreikönigsgymnasium di Colonia (imparando olandese e francese) e poi teologia, filosofia e filologia dai camaldolesi di Kahlenbergerdorf. Lavorando alla corte di Leopoldo I, imparò italiano e spagnolo.
Restò brevemente a Strasburgo (1673–1674), all'università di Heidelberg (1682–1683 come ordinario di lingue straniere) e a Ratisbona. Per il resto visse a Norimberga pubblicando numerosi dizionari, grammatiche, libri di testo e traduzioni. Fu influenzato da Johann Joachim Becher (Methodus Didactica, 1669).
Il 6 aprile 1712 diventò membro dell'Accademia prussiana delle scienze e nel 1726 professore onorario alla Ritterakademie di Erlangen. Nel 2013 è stata fondata in suo nome, da professori universitari di Augusta e Bamberga, un'associazione per il multilinguismo.

## Opere
- Secretario di Banco, ovvero stile di corrispondenza mercantile, Venezia, Giovanni Gabriele Hertz, 1707.